# Le Décalogue (série de films)
Vous lisez un « bon article » labellisé en 2021.
Pour les articles homonymes, voir Décalogue (homonymie).
Production
Diffusion
Le Décalogue (Dekalog) est une série de dix téléfilms psychologiques de 1988 réalisés par Krzysztof Kieślowski, d'après le scénario qu'il a écrit avec Krzysztof Piesiewicz, et produits par Telewizja Polska et Zespół Filmowy « Tor ». Le premier épisode à être diffusé est Décalogue X, le 24 juin 1989 ; les films suivants de la série sont diffusés entre le 10 décembre 1989 et le 29 juin 1990. Deux des téléfilms du Décalogue — Décalogue V et Décalogue VI — sont sortis en version longue au cinéma sous les titres Tu ne tueras point et Brève histoire d'amour en 1988.
La série de Kieślowski et Piesiewicz se réfère thématiquement aux Dix commandements de la Bible. Presque tous les films inclus dans Le Décalogue, qui se déroulent en Pologne durant les années 1980, sont liés par la figure d'un homme mystérieux interprété par Artur Barciś. Le personnage de Barciś observe les transgressions des personnages principaux, qui violent le tabou moral établi par Le Décalogue et font face aux conséquences éthiques de leurs actions.
Le Décalogue constitue l'une des œuvres cinématographiques les plus importantes de la carrière de Kieślowski et Piesiewicz, apportant au premier une certaine notoriété en Europe de l'Ouest ; à la Mostra de Venise, la série reçoit le prix FIPRESCI. Le Décalogue figure également sur la liste vaticane de films importants pour sa valeur morale.

## Production

### Conception et écriture

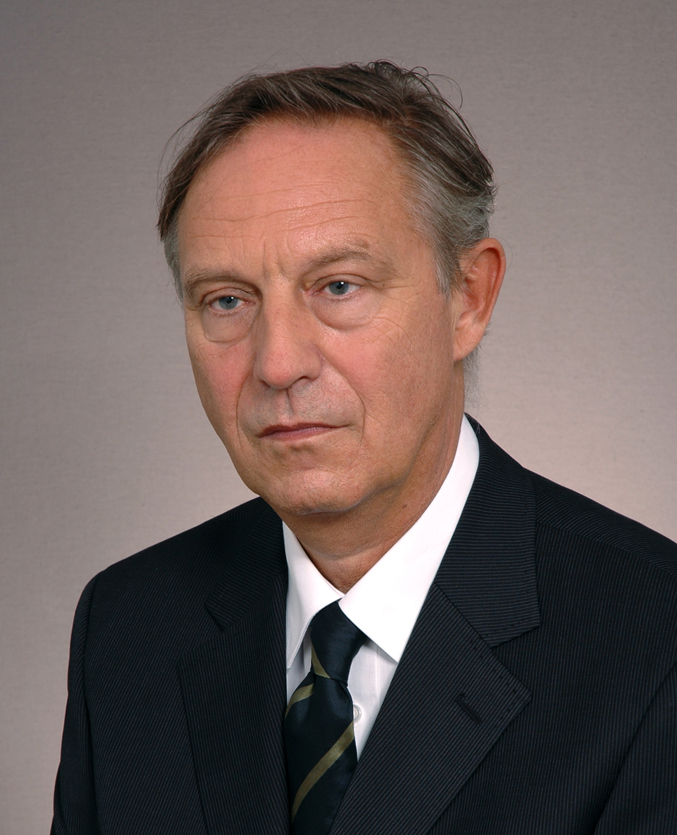
Krzysztof Piesiewicz, ici en 2005, coscénariste du Décalogue.

L'avocat Krzysztof Piesiewicz, qui a déjà travaillé avec le réalisateur Krzysztof Kieślowski sur le film Sans fin, a l'idée du Décalogue en 1984. Kieślowski est d'abord sceptique mais l'accueil hostile réservé à Sans fin — tant par les autorités communistes que par Solidarność — convainc le réalisateur d'accepter la proposition de Piesiewicz. Dans une interview accordée à Mikołaj Jazdon des années plus tard, Piesiewicz justifie son initiative comme suit : « Après Sans fin, nous voulions rompre radicalement avec tout ce qui a trait à la politique, et nous concentrer sur des scénarios sur le comportement humain individuel, psychologiquement conditionné. Et non sans raison. Nous en avions assez du slapstick […]. Je savais qu'un an après le meurtre du père Jerzy Popiełuszko, le bon moment était arrivé, ».
La fascination de Piesiewicz pour les thèmes religieux découle de son intérêt pour le personnalisme chrétien. En tant que néophyte, Piesiewicz renouvelle son intérêt pour le Sermon sur la montagne, feuillette les livres de Simone Weil et rencontre son traducteur Andrzej Wielowieyski. Il se refamiliarise également avec l'Ancien et le Nouveau Testament. Finalement, Kieślowski et Piesiewicz se mettent d'accord pour tourner dix histoires, qui font en quelque sorte référence aux dix commandements judéo-chrétiens. Kieślowski a raconté qu'avec le temps, il a développé une motivation particulière pour laquelle il a décidé de réaliser Le Décalogue : « Le pays était dans le chaos et le désordre […]. La tension, le sentiment d'insignifiance et la détérioration des choses étaient palpables. [...] J'avais l'impression tenace que, de plus en plus souvent, je regardais des gens qui ne savaient pas vraiment pourquoi ils vivaient. J'ai donc pensé que Piesiewicz avait raison, même si la tâche était très difficile. Nous devions tourner Le Décalogue »,.
Au départ, Kieślowski prévoit seulement d'écrire le scénario avec Piesiewicz, qu'ils remettraient à dix réalisateurs débutants. Dès le début du projet, Kieślowski et Piesiewicz décident que l'action du Décalogue se déroulerait dans un lotissement de Varsovie. Les deux hommes travaillent sur le scénario dans l'appartement de Piesiewicz, rue Klaudyny, l'avocat suggérant au réalisateur des idées tirées de la pratique judiciaire, d'anecdotes, de fantaisies ou même de ses propres souvenirs d'enfance. L'écriture du scénario dure plus d'un an, après quoi les textes de dix épisodes sont envoyés à Telewizja Polska à l'automne 1986. Le scénario est accueilli très positivement par les consultants de TVP, parmi lesquels Andrzej Kołodyński écrit : « Il est extrêmement rare d'avoir affaire à un projet aussi ambitieux. C'est une tentative d'ennoblir le genre le plus populaire, qu'est la série télévisée »,.
L'un des motifs les plus célèbres du Décalogue — la présence d'un homme mystérieux joué par Artur Barciś — est créé pendant le travail du script. Selon Kieślowski, c'est de Witold Zalewski, le directeur de production, que vient l'idée : « il m'a raconté une anecdote à propos de Wilhelm Mach. Cela se passait à l'avant-première d'un film. À la fin du film, il n'y avait rien de particulier à dire. […] [Mach] a dit qu'il avait aimé la scène des funérailles, et surtout le moment où sur le côté gauche de l'image est apparu un homme dans un costume noir. […] tout le monde dans la salle, y compris le réalisateur, savait qu'il n'y avait pas de tel homme dans le film. […] Mach est mort peu après l'avant-première ». Kieślowski décide alors que la série a besoin de ce personnage, mystérieux, que peu de gens remarquent.
Les dix téléfilms sont initialement simplement numérotés de un à dix sans autre titre. L'association avec l'énoncé des commandements n'est explicitée qu'après les nombreuses interrogations des journalistes lors de la projection à la Mostra de Venise en 1989. L'énoncé de chaque commandement n'apparaît pas dans le générique. Ils sont toutefois placés en exergue dans l'édition DVD pour éviter des erreurs d'attribution, en partant d'interprétations, de la part des spectateurs.

### Réalisation

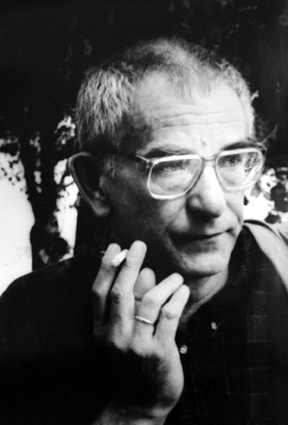
Krzysztof Kieślowski, ici en 1994, réalisateur et coscénariste du Décalogue.

En janvier 1987, le président de la télévision polonaise, Janusz Roszkowski, chef du comité de la radio et de la télévision, accepte de financer Le Décalogue. Cependant, il explique aux auteurs du scénario que la chaîne de télévision, appauvrie, ne peut fournir de l'argent que pour huit films au lieu des dix prévus. La production est confiée au studio Tor, dont le directeur artistique est Krzysztof Zanussi. Afin de financer Le Décalogue, Zanussi a l'idée de tourner les premiers épisodes en double version : une version TV et une version cinéma. Les versions cinéma devaient être distribuées à l'étranger et attirer les investisseurs occidentaux. Toutefois, pour être réalisée, l'idée de Zanussi doit être approuvée par le Comité de la cinématographie. Grâce à la médiation d'Irena Strzałkowska, le comité contribue à financer deux versions cinématographiques de la série : Tu ne tueras point et Brève histoire d'amour. En même temps, Kieślowski décide de réaliser lui-même toutes les parties du Décalogue, confiant cependant le tournage à différents directeurs de la photographie.
La réalisation du projet se complique lorsque les directeurs de la photographie et les assistants potentiels refusent initialement de travailler avec Kieślowski. Par exemple, pour tourner Tu ne tueras point, le réalisateur parvient à convaincre Sławomir Idziak à la seule condition qu'il puisse utiliser un filtre vert fait à la main. Le travail sur l'ensemble de la série se déroule également dans des conditions inconfortables. Kieślowski passe treize à quatorze heures par jour à tourner et à monter Le Décalogue. Entre-temps, le budget de la série s'épuise ; Zanussi doit se rendre en Europe occidentale à la recherche de sponsors, mais d'autres bailleurs de fonds potentiels — comme le groupe Sao Paolo à Milan — refusent de financer la série. Ce n'est que lorsque le producteur berlinois Manfred Durmiok de Sender Freies Berlin accepte de mettre des fonds que le travail sur l'ensemble du projet peut être achevé. Le budget estimé pour la série est d'environ cent mille dollars.
Le succès inattendu de la version cinématographique de Décalogue V contribue largement à la diffusion de la série. Tu ne tueras point, admis de justesse dans la compétition principale au Festival de Cannes, scandalise d'abord le public avec sa longue scène de meurtre, mais connaît finalement un grand succès (prix du jury et prix FIPRESCI). Un accueil tout aussi enthousiaste est réservé à Brève histoire d'amour, qui attire l'attention des critiques occidentaux non seulement sur les précédents films de Kieślowski mais aussi sur Le Décalogue.

### Bande sonore

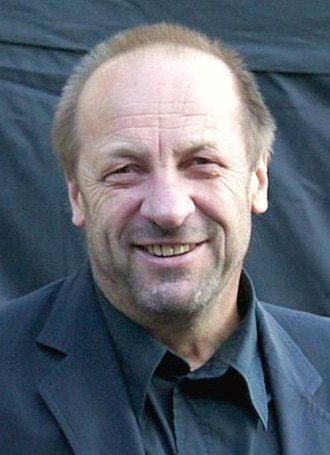
Zbigniew Preisner, ici en 2011, compositeur de la bande sonore du Décalogue.

La bande sonore du Décalogue est composée par Zbigniew Preisner. Elle est enregistrée en décembre 1984 au studio Radiowy Dom Sztuki, à Katowice. Les enregistrements sont publiés pour la première fois en 1991 en France sous le nom Les Dix Commandements. Le Décalogue par le label musical Amplitude. En 1992, l'album est publié en Pologne par Kompania Muzyczna Pomaton sous le nom de Dekalog. Muzyka filmowa. La bande sonore est rééditée à plusieurs reprises au Royaume-Uni et en France,.
| 1.  | Part 6  | Décalogue I   | 2 min 13 s  |
| 2.  | Part 5  | Décalogue I   | 3 min 40 s  |
| 3.  | Part 1  | Décalogue II  | 1 min 18 s  |
| 4.  | Part 2  | Décalogue II  | 3 min 57 s  |
| 5.  | Part 2  | Décalogue III | 2 min 28 s  |
| 6.  | Part 3  | Décalogue III | 2 min 34 s  |
| 7.  | Part 1  | Décalogue IV  | 2 min 15 s  |
| 8.  | Part 2  | Décalogue IV  | 2 min 25 s  |
| 9.  | Part 1  | Décalogue V   | 1 min 41 s  |
| 10. | Part 6  | Décalogue V   | 1 min 39 s  |
| 11. | Part 9  | Décalogue V   | 1 min 10 s  |
| 12. | Part 12 | Décalogue V   | 1 min 24 s  |
| 13. | Part 1  | Décalogue VI  | 1 min 47 s  |
| 14. | Part 2  | Décalogue VI  | 1 min 35 s  |
| 15. | Part 3  | Décalogue VI  | 0 min 48 s  |
| 16. | Part 4  | Décalogue VI  | 03 min 03 s |
| 17. | Part 6  | Décalogue VII | 2 min 41 s  |
| 18. | Part 8  | Décalogue VII | 1 min 50 s  |

## Liste des téléfilms

### DécalogueI
- Henryk Baranowski (Krzysztof)
- Wojciech Klata (Paweł, le fils de Krzysztof)
- Maja Komorowska (Irena, la sœur de Krzysztof)
- Artur Barciś (l'homme assis au-dessus de la glace)

### DécalogueII

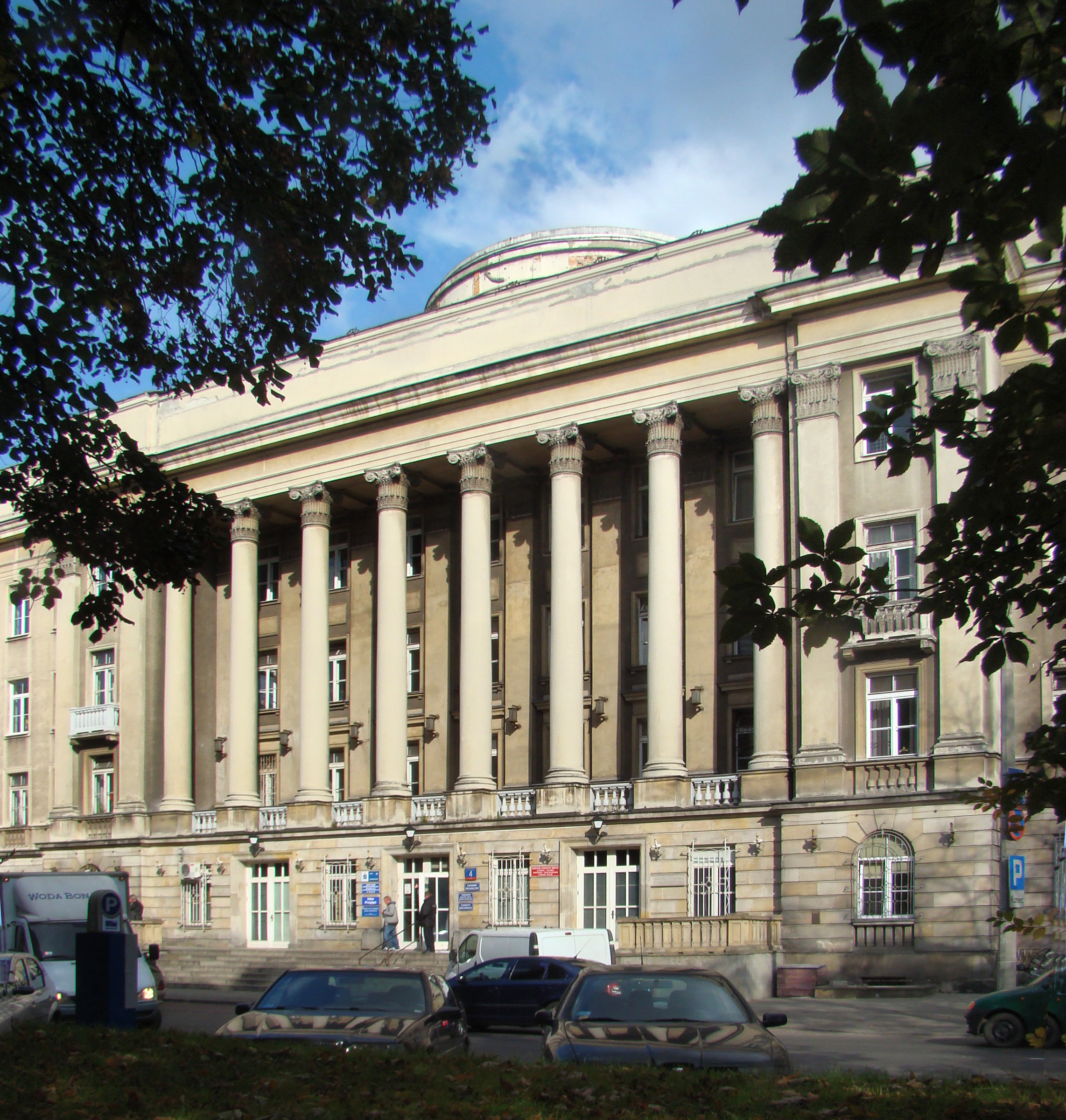
L'hôpital Dzieciątka Jezus, décor principal de Décalogue II.

- Krystyna Janda (Dorota Geller)
- Aleksander Bardini (médecin-chef)
- Olgierd Łukaszewicz (Andrzej Geller, le mari de Dorota)
- Artur Barciś (technicien de laboratoire)

### DécalogueIII

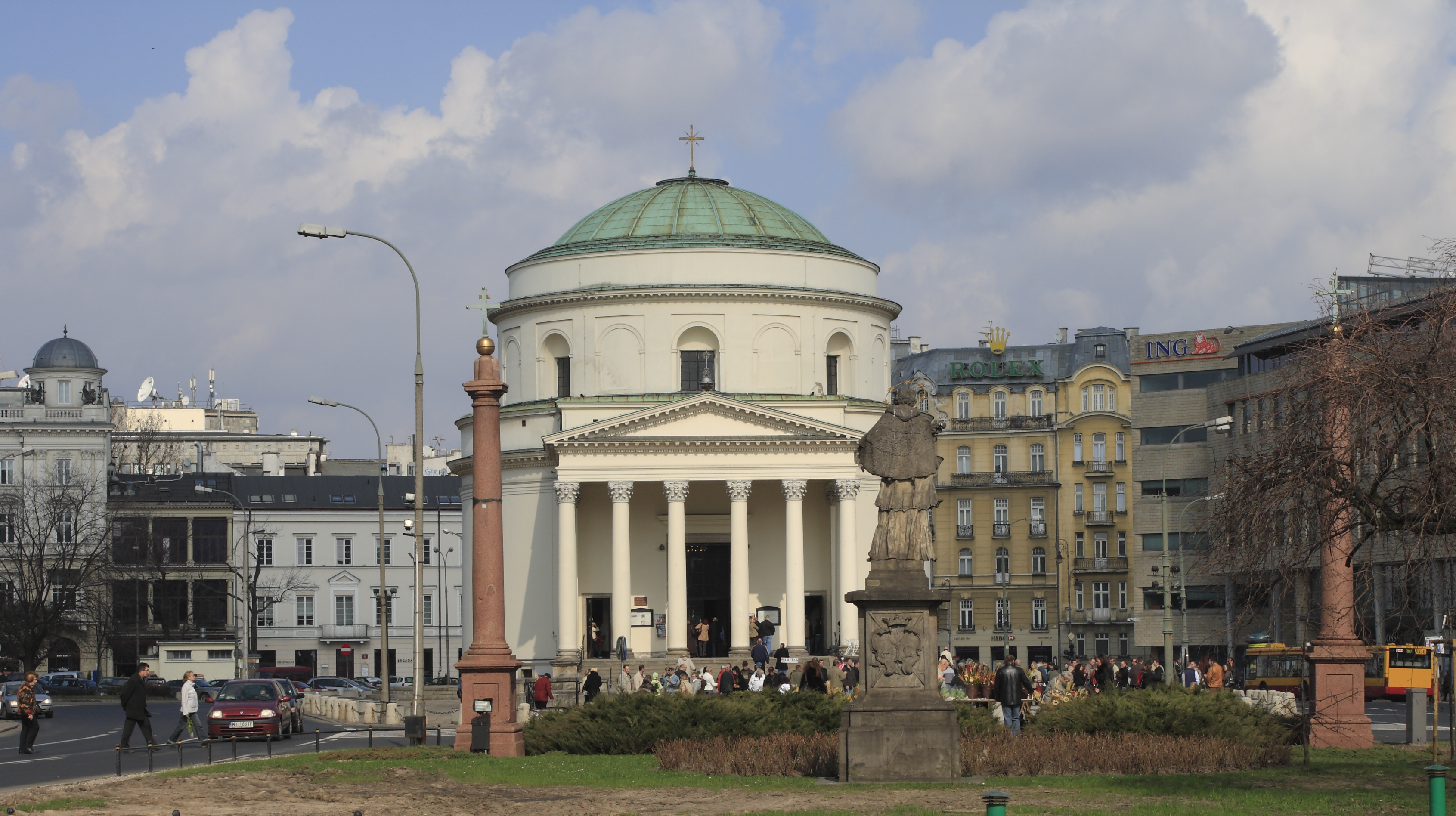
La Plac Trzech Krzyży est un lieu important de Décalogue III.

- Daniel Olbrychski (Janusz)
- Maria Pakulnis (Ewa)
- Joanna Szczepkowska (épouse de Janusz)
- Artur Barciś (conducteur de tramway)

### DécalogueIV

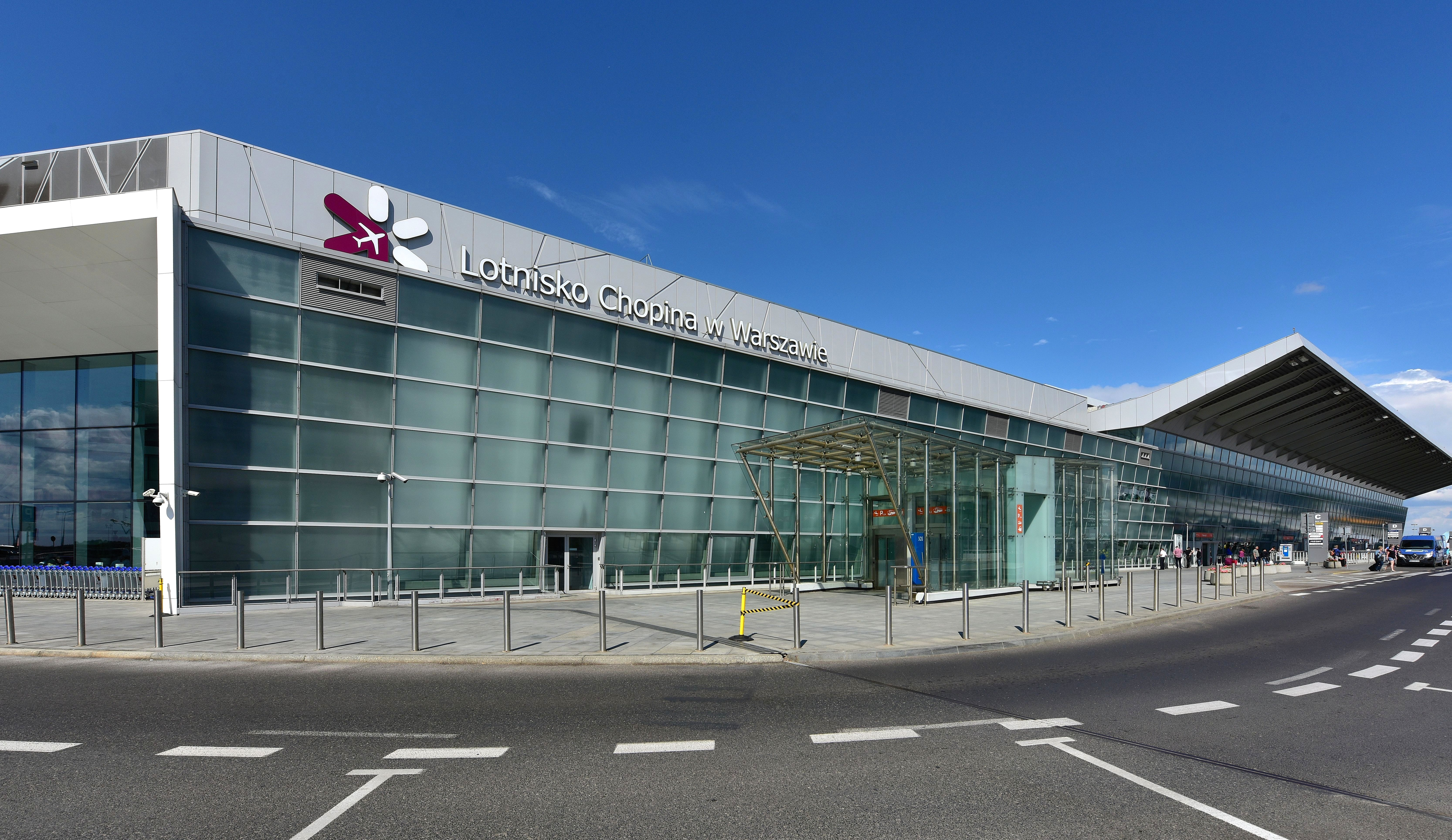
L'aéroport de Varsovie-Chopin apparaît brièvement dans Décalogue IV bien qu'il soit d'une grande importance pour le récit.

- Adrianna Biedrzyńska (Anka)
- Janusz Gajos (Michał, le père d'Anka)
- Artur Barciś (kayakiste)

### Décalogue

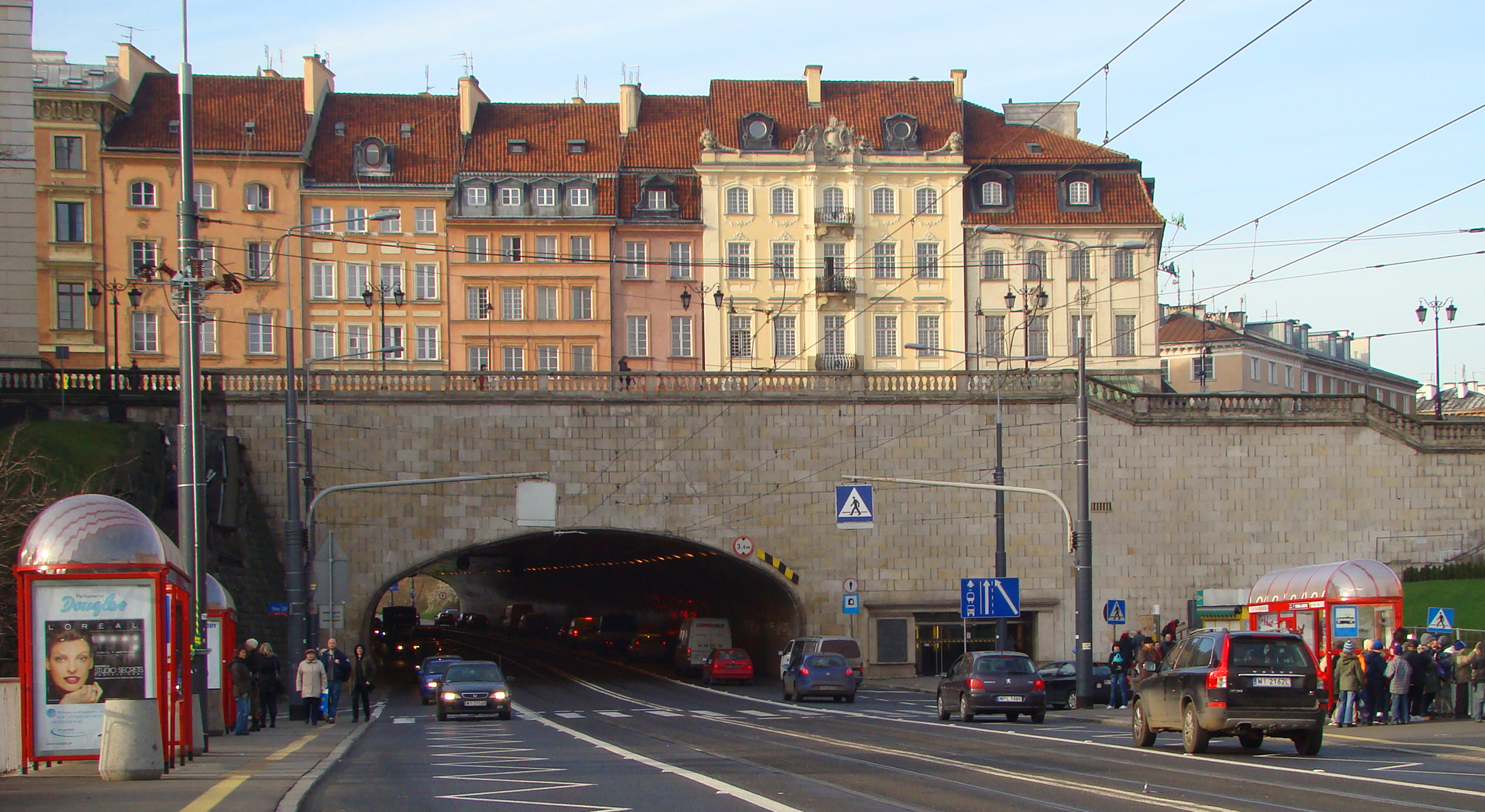
Dans Décalogue, le personnage de Jacek lance une pierre sur une voiture depuis le sommet d'un tunnel. Ce tunnel se trouve sur la route W-Z empruntée par les protagonistes de Décalogue III.

### DécalogueV
- Mirosław Baka (Jacek Łazar)
- Krzysztof Globisz (Piotr Balicki, avocat)
- Jan Tesarz (chauffeur de taxi)
- Artur Barciś (ouvrier avec un mètre ruban)

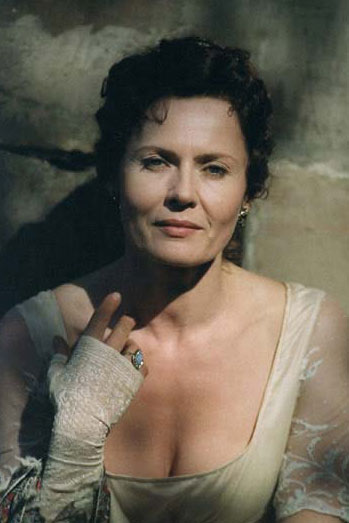
Grażyna Szapołowska incarne le rôle de Magda dans Décalogue Brève histoire d'amour.

### DécalogueVI
- Grażyna Szapołowska (Magda)
- Olaf Lubaszenko (Tomek)
- Artur Barciś (homme avec une valise)

### DécalogueVII

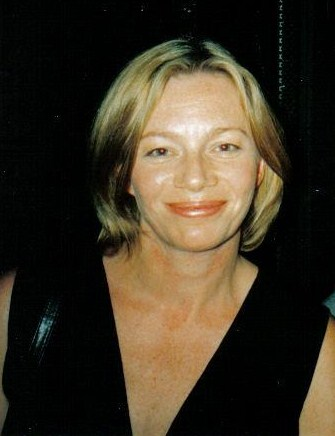
Maja Barełkowska incarne Majka dans Décalogue VII.

- Maja Barełkowska (Majka)
- Anna Polony (Ewa, la mère de Majka)
- Bogusław Linda (Wojtek, le père d'Ania)
- Artur Barciś (homme à la gare)

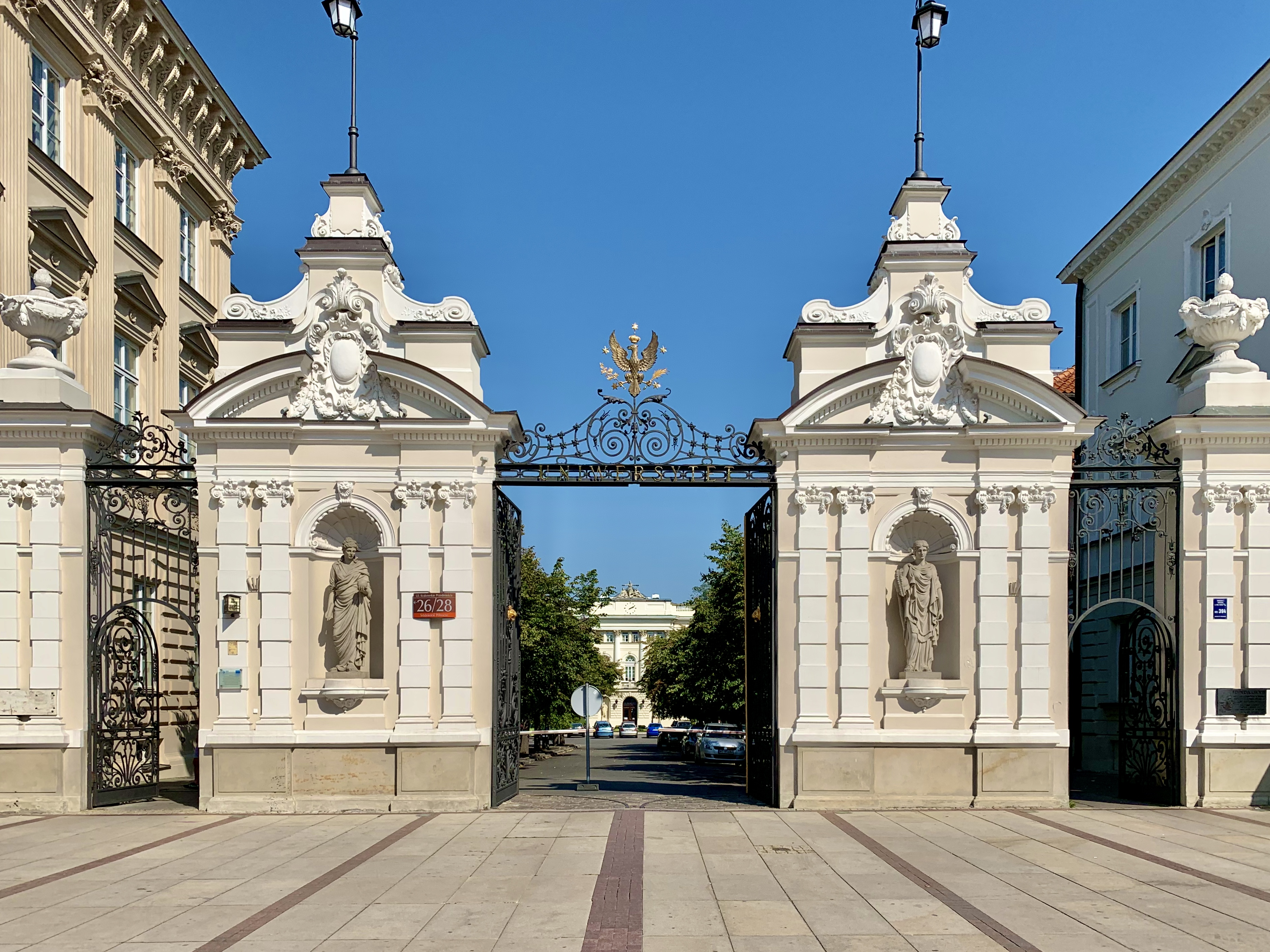
Zofia donne son cours d'éthique à l'université de Varsovie dans Décalogue.

### DécalogueVIII
- Maria Kościałkowska (Zofia)
- Teresa Marczewska (Elżbieta Loranz)
- Artur Barciś (étudiant au cours de Zofia)

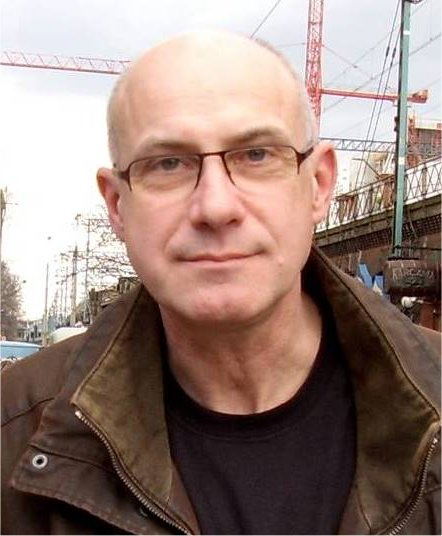
Piotr Machalica joue le rôle de Roman dans Décalogue.

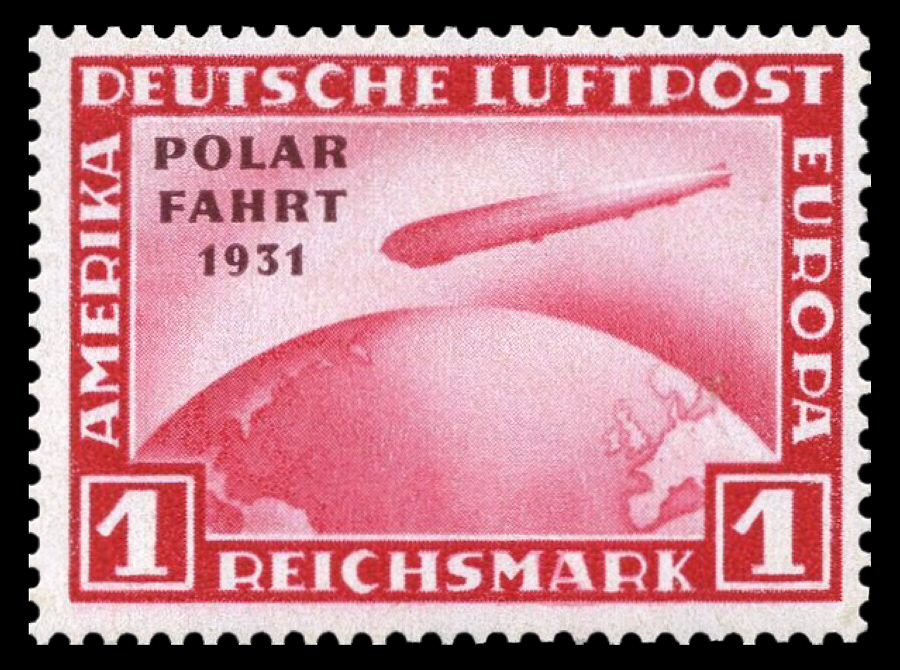
Timbre issu de la série Polarfahrt 1931 apparaissant dans Décalogue.

### DécalogueIX
- Piotr Machalica (Roman)
- Ewa Błaszczyk (Hanna)
- Artur Barciś (cycliste)

### DécalogueX
- Jerzy Stuhr (Jerzy Janicki)
- Zbigniew Zamachowski (Artur Janicki)

## Diffusion
En septembre 1989, Le Décalogue est présenté en salles hors compétition à la Mostra de Venise, où il reçoit un accueil très positif ; l'ensemble de la série y reçoit le prix FIPRESCI. Au début de 1990, l'œuvre de Kieślowski et Piesiewicz commence à être distribuée à la télévision française, et, en mars de la même année, elle fait ses débuts dans les salles de cinéma en France. En Pologne, la première diffusion télévisée du Décalogue est suivie par environ 15 millions de téléspectateurs, et Tadeusz Lubelski rapporte en 1993 que le Décalogue est toujours diffusé dans les cinémas parisiens deux ans et demi plus tard,. En 2002, Telewizja Polska a vendu les droits de diffusion de la série à 50 distributeurs dans 75 pays. Selon le portail JP's Box-Office, les recettes estimées de la distribution en salle du Décalogue jusqu'en 2000 s'élevent à plus de 655 000 $, tandis que Box Office Mojo estime les recettes de la diffusion répétée de la série à 106 000 $.

## Réception

### Réception critique en Pologne
Le Décalogue a reçu un accueil houleux de la part des critiques de cinéma polonais ; selon Mirosław Przylipiak, l'acceptation, parfois l'admiration, ont prévalu, les points les plus âprement discutés de l'œuvre étant l'attitude des auteurs vis-à-vis de la religion, la fidélité de la série aux réalités de la Pologne de l'époque et la technique cinématographique.

#### LeDécalogueet la religion
La question la plus débattue parmi les critiques polonais est celle de l'attitude des auteurs de la série vis-à-vis de la religion. Le père Jacek Bolewski considère le Décalogue comme une série profondément enracinée dans les vérités de foi catholiques, bien que plus proche de l'esprit que de la littéralité des dix commandements. Krzysztof Teodor Toeplitz trouve à la série des traits plus protestants. Selon lui, le Décalogue suggère la présence de Dieu comme un législateur dur et cruel de l'Ancien Testament, et non comme le protecteur miséricordieux de l'humanité du Nouveau Testament. Małgorzata Szpakowska propose une approche différente du Décalogue ; elle le définit comme une série suggérant que les commandements sont impossibles à respecter dans la société contemporaine. Parallèlement, Przylipiak perçoit Le Décalogue comme porteur d'un message universel, selon lequel l'homme doit être responsable de ses actes. Tadeusz Szyma partage ce point de vue, soulignant l'originalité et l'illustration bravache des commandements du Décalogue plus proche de la perspective séculière. Hanna Borowska, sur un ton plus agressif à l'égard de Kieślowski, a déclaré que le réalisateur du Décalogue « exprime le mal » et ne propose aucune solution en matière de morale humaine, qui dans la série semble dépourvue de la présence de Dieu.

#### Fidélité aux réalités de la Pologne

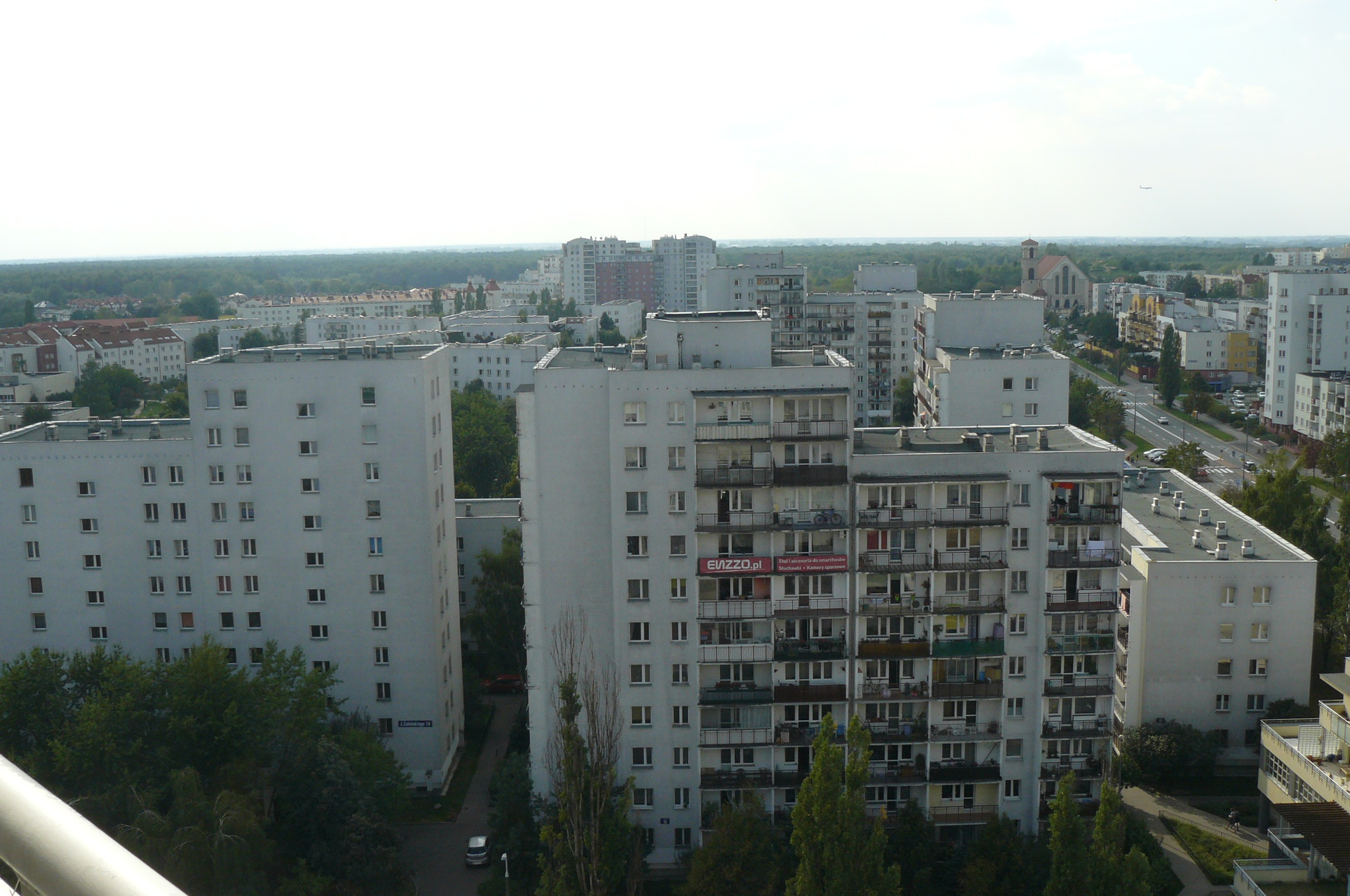
Immeubles d'habitation à Varsovie, dans le quartier d'Ursynów, lieu principal du Décalogue.

L'attaque la plus violente lancée par les critiques polonais contre le Décalogue porte sur la question de la fidélité de la série aux réalités de la Pologne de l'époque. Dans son pamphlet contre Kieślowski, Zygmunt Kałużyński affirme que « Le Décalogue est constitué de situations absurdes, artificiellement inventées au point d'être à la limite du comique sinistre (bien qu'involontaire) ». Kałużyński n'apprécie que le cinquième épisode du Décalogue, traitant les autres films de la série de « très mauvais ». Małgorzata Szpakowska affirme que les personnages du Décalogue « sont étonnamment factices, trop compliqués, artificiels, empêtrés dans des situations extrêmes ou inhabituelles ». Jan Olszewski a également traité la série comme adaptée à une thèse préconçue.
En même temps, certains critiques défendent Le Décalogue contre ces accusations. Maria Malatyńska justifie l'accusation d'avoir « inventé des choses » par la nécessité pour le metteur en scène de construire une bonne dramaturgie. Przylipiak, en revanche, nie la question de l'« artificialité » de la série, affirmant que le réalisateur problématise l'attitude des personnages du Décalogue dans les limites de la probabilité, afin de forcer les protagonistes à réfléchir constamment à leurs propres actes. De nombreux critiques polonais sont en outre frappés par la vision de la réalité polonaise dans les années 1980. Jerzy Niecikowski a écrit : « Personne ne peut montrer la laideur de la vie polonaise comme Kieślowski. Ursynów, qu'il photographie constamment, n'est plus un quartier. Ces baraquements en béton sont devenus un symbole de cauchemar dans l'œuvre de Kieslowski ». Stanisław Wyszomirski a déclaré que « jusqu'à présent, nous n'avions pas vu à l'écran une image aussi horrible d'un hôpital polonais, ni les conditions de vie d'un médecin polonais »,.

#### Profondeur psychologique et aspect visuel
Les critiques polonais n'ont généralement pas remis en question la maîtrise des acteurs et de la caméra du réalisateur. Szyma qualifie Le Décalogue de moralisme subtil de premier ordre, dont l'auteur n'expose aucune supériorité ou aucun mentalisme envers le spectateur. Par exemple, Szyma analyse Le Décalogue VII comme suit : « En moins d'une heure, nous assistons à une étude magistrale — du point de vue psychologique — d'un amour malade, infirme et follement possessif, pourtant maintenu dans les limites de la probabilité. La souffrance des deux femmes est montrée, ainsi que l'impuissance des hommes et la névrose de l'enfant »,. Sur le plan visuel, Wyszomirski considère Le Décalogue comme la série la plus extraordinaire de l'histoire de la télévision polonaise, et Przylipiak apprécie particulièrement la bravoure du travail de mise en scène des différents cadreurs : « les grands plans du deuxième épisode, créant un axe de symbolisme pour cet épisode, et peut-être pour toute la série ; la séquence de montage du même épisode, dans laquelle, à l'aide d'un mouvement de caméra panoramique, les personnages dans différents lieux sont combinés, créant un espace-temps autonome et symbolique ; une manière intéressante et expressive de filmer dans le quatrième épisode, dont certaines séquences sont éclairées par le bas, le cadre étant plongé dans l'obscurité, ce qui donne aux visages un caractère légèrement inquiétant, en accord avec le ton de l'histoire, qui évoque à la fois un roman d'horreur gothique et la vivisection psychanalytique, ».

### Réception critique en dehors de la Pologne

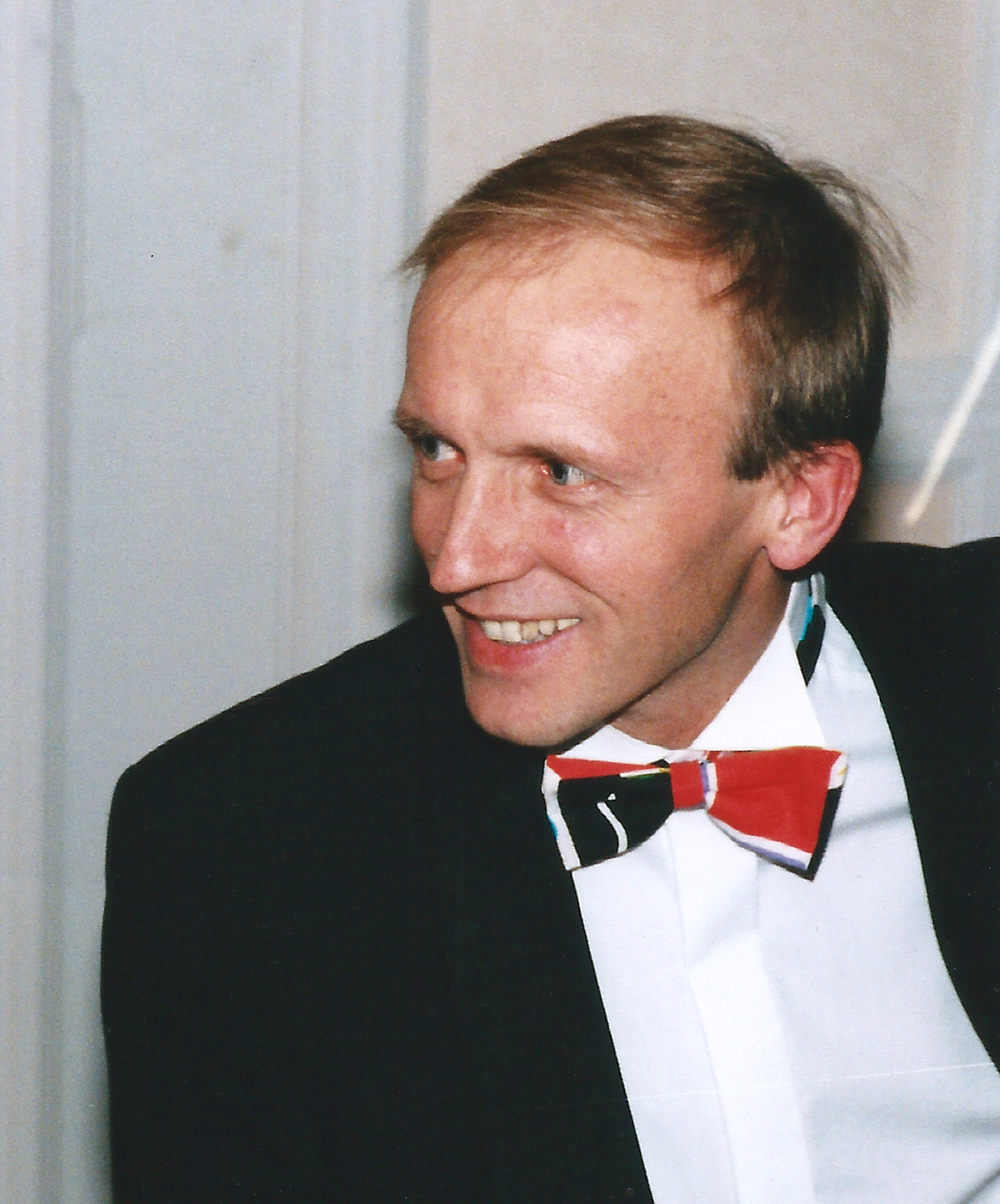
Artur Barciś, interprète de l'homme mystérieux, ici en 2000 ; son personnage énigmatique a été interprété de plusieurs manières différentes.

#### Dans les pays anglo-saxons
Le Décalogue est accueilli avec enthousiasme par la critique anglo-saxonne. Quentin Cartis, du journal britannique The Independent, a déclaré : « Si Socrate et Ingres étaient une seule personne, vivant aujourd'hui et faisant des films, ils seraient Krzysztof Kieslowski »,. Le réalisateur américain Stanley Kubrick écrit en 1991 une introduction flatteuse à l'édition en langue anglaise du scénario du Décalogue, dans laquelle il note la capacité « très rare » de Kieślowski et Piesiewicz à « dramatiser leurs idées plutôt que d'en parler »,. Roger Ebert qualifie la série de Kieślowski et de Piesiewicz de « great movies » (grands films), justifiant ce choix par la sensibilité des cinéastes à montrer de vrais dilemmes moraux : « ces 10 films ne sont pas des abstractions philosophiques, mais des histoires personnelles qui nous engagent immédiatement ; dans certains, je n'ai presque pas sourcillé. […] Il n'y a pas un moment ici où les personnages parlent de préceptes spécifiques ou de questions morales. Au lieu de cela, ils s'emploient à tenter de faire face aux défis éthiques du monde réel »,. Jonathan Rosenbaum du magazine Chicago Reader déclare que Le Décalogue lui rappelle stylistiquement le cinéma d'auteur conceptuel des années 1960 — Michelangelo Antonioni, Jean-Luc Godard et Alain Resnais, entre autres — bien qu'il ait été tourné dans une autre décennie. David Denby écrit de manière allusive dans The New Yorker que dans la série de Kieslowski et de Piesiewicz, la qualité du scénario et du jeu des acteurs dépasse largement les films américains « destinés à des adultes qui ont à peine atteint l'âge moral de douze ans »,. Le critique Stephen Holden du New York Times qualifie explicitement Le Décalogue de « chef-d'œuvre du cinéma moderne, visionnage essentiel pour quiconque s'intéresse au cinéma en tant que forme d'art sérieuse »,.

#### En France
Une admiration similaire accompagne la première du Décalogue en France. De nombreux critiques français interprètent Le Décalogue à travers le prisme du symbolisme commun des épisodes individuels. Les critiques soulignent que les personnages de la série regardent souvent à travers une fenêtre ou une porte, dans lesquelles Anne-Marie Baron du magazine Cinéma 89 trouve des motifs de mise en abyme : « c'est une métaphore du regard indiscret du cinéaste ». Selon d'autres critiques, l'homme mystérieux joué par Artur Barciś est un type particulier de héros observant, qui n'interfère pas avec le destin des autres personnages. Françoise Audé, de la revue Positif, interprète le personnage joué par Barciś comme « Dieu, le destin, un ange gardien, un témoin muet, un signe de l'impossible neutralité du destin ». Alain Masson du même magazine trouve dans Décalogue X (le seul épisode où l'homme mystérieux n'apparaît pas) une autre figure symbolique — un chien rappelant Cerbère, la Mort. Pascal Pernod est également impressionné par le symbolisme de l'œuvre, affirmant que le réalisateur met un signe égal entre le rôle du hasard et de la nécessité dans le monde : « La force du Décalogue repose sur la manière dont le hasard lui-même s'intègre dans un système, fondé sur l'opposition entre déterminisme et indéterminisme ». Marcel Martin de La Revue du cinéma considère le réalisateur du Décalogue comme « un moraliste géométrique qui se trouve être un poète ». Joël Magny des Cahiers du cinéma trouve une ambiance métaphysique aux films. Seul Antoine de Baecque des Cahiers refuse d'entrer dans « l'église de Kieslowski », affirmant que les histoires racontées par le réalisateur « ne valent pas grand-chose sur le marché des scénarios ».
Un exemple particulier de surinterprétation du Décalogue en France est la question des bouteilles de lait, qui apparaissent dans la plupart des films du cycle. Yann Tobin de Positif associe le plan d'une bouteille de lait gelée dans Décalogue I à la métaphore de l'enfant cherchant le sein de sa mère ; Pernod affirme même que « la caméra s'arrête délibérément sur cet objet en verre ». Kieślowski a lui-même rejeté cette interprétation, soulignant : « je ne filme pas de métaphores […]. Pour moi, une bouteille de lait est une bouteille de lait »,.

### Distinctions
Pour Le Décalogue, Krzysztof Kieślowski reçoit plusieurs récompenses : les prix FIPRESCI et ARCA CinemaGiovani à la Mostra de Venise 1989, le prix de la critique au International Films Meeting de Dunkerque et au festival des films du monde de Montréal en 1989, le prix de l'Office Catholique International de cinéma au festival de Saint-Sébastien 1989, le prix de la critique cinématographique au festival international du film de São Paulo 1989, le prix de l'écran d'or de la meilleure réalisation de la part du magazine polonais Ekran, le prix du meilleur film étranger du syndicat français de la critique de cinéma et le prix Humanum de l'Union de la presse cinématographique belge en 1990 et le prix spécial pour la réalisation exceptionnelle d'un film étranger du National Board of Review en 2000.

## Analyse
Le psychanalyste slovène Slavoj Žižek, utilisant la théorie de Jacques Lacan, dans son étude du Décalogue, remet en cause la nature métaphysique de la série, contrairement aux critiques exaltant l'œuvre de Kieślowski et de Piesiewicz. Selon Žižek, Kieslowski « rend la réalité grise, aléatoire et ordinaire avec une maîtrise époustouflante : ses films sont pleins d'intrusions inquiétantes de l'extra-narratif, du Réel dur, qui peut (ou ne peut pas) être lu comme un signe ». Contrairement à Kieslowski lui-même, Žižek approfondit le thème du lait dans Le Décalogue : dans Décalogue I, le signal de la glace fondante, dans laquelle tombe le fils d'un informaticien, est la dilution d'une bouteille ; les héros du Décalogue II et du Décalogue IV achètent des bouteilles de lait ; l'héroïne du Décalogue VI renverse la bouteille sur la table lorsqu'elle découvre qu'elle lui a été offerte par un admirateur indésirable. Žižek affirme également, contrairement aux interprétations habituelles de la série, qu'en fait chaque commandement est évoqué simultanément par plusieurs épisodes du Décalogue. Par exemple, Décalogue X (filmé et diffusé en premier) peut être assimilé au premier commandement, tandis que cette chronologie en désordre peut être vue comme une manifestation du rejet de Dieu ; Décalogue I est plus proche du deuxième commandement, Décalogue II du troisième, etc..
Marek Haltof, professeur d'études cinématographiques, interprète Le Décalogue comme un portrait presque documentaire et pessimiste de la société polonaise à la fin de la République populaire de Pologne, et non pas comme une série de films religieux. Haltof fait valoir que la majeure partie de l'action du Décalogue « se déroule dans les mêmes immeubles gris de Varsovie, dans la cité Ursynów, construite à la fin des années 1970. Le paysage cinématographique est dominé par la laideur et la grisaille de l'environnement urbain déshumanisé, ainsi que par des gros plans sur les personnes qui endurent ces conditions difficiles ». Selon Haltof, la forme du Décalogue en tant que traité métaphysique est influencée avant tout par le personnage joué par Artur Barciś, qui « lie toute la série et lui donne une dimension presque métaphysique ». Ruth Perlmutter, une historienne du cinéma philadelphienne, fait valoir que, bien que l'homme mystérieux joué par Barciś soit perceptible dans une certaine mesure, il établit à peine un contact visuel et n'interagit pas avec les autres personnages ; « dans chaque épisode, cependant, il a une certaine signification symbolique, car il apparaît sous diverses formes, apparaît à des moments critiques et sert souvent de contrepoint ou de catalyseur aux actions des personnages ». Pour les critiques de cinéma Vincent Amiel et Gérard Pangon, les dix téléfilms, bien qu'ils s'inspirent du décalogue biblique, n'en sont pas pour autant des illustrations au sens strict du terme. Selon eux, le thème de chaque commandement est présent dans chaque téléfilm lui correspondant mais inscrit au sein d'un scénario qui fait la part belle aux histoires singulières et aux choix des personnages. Le réalisateur semble surtout vouloir montrer la complexité et l'aspect parfois paradoxal du rapport à la loi dans les situations tirées de la réalité.
Selon le philosophe William Jaworski, tous les films du Décalogue « mettent en lumière deux aspects de la vie humaine. Tout d'abord, ils soulignent le caractère omniprésent de l'échec et de la fragilité de l'être humain, la façon dont nous pouvons tous aspirer à l'amour, à la liberté, à la sécurité, à l'épanouissement, l'estime, et pourtant échouer dans nos meilleures tentatives pour les atteindre. Deuxièmement, les films soulignent le caractère durable de l'espoir humain — l'espoir que notre destin ultime ne sera pas déterminé par nos échecs passés, l'espoir que nous pouvons redécouvrir l'amour et la liberté même au milieu de la tragédie et de la perte. »,.

## Postérité

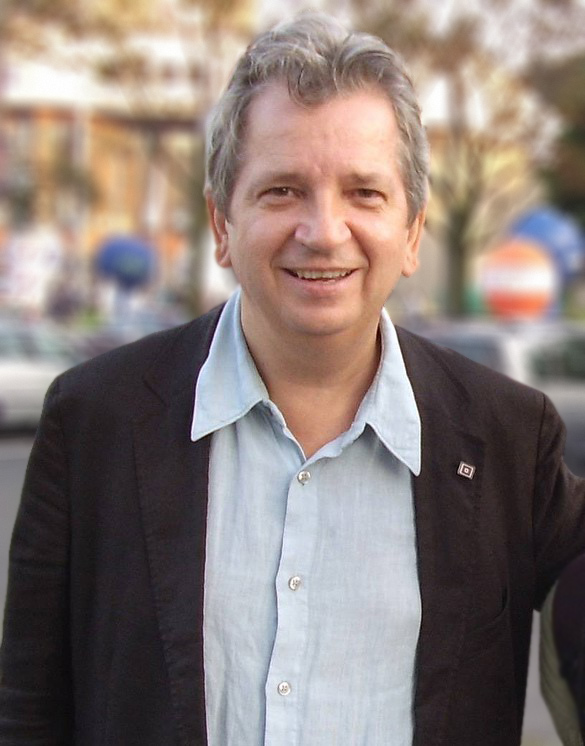
Juliusz Machulski, réalisateur de Superprodukcja, film dans lequel Artur Barciś reprend son rôle de l'homme mystérieux.

Le Décalogue s'est révélé être une œuvre importante dans la carrière de Krzysztof Kieślowski ; grâce au succès de son interprétation cinématographique des Dix Commandements, Kieślowski consolide sa position internationale en Europe de l'Ouest, et les projections cinématographiques de la série sont accompagnées de rétrospectives des films précédents du réalisateur. Selon Monika Talarczyk, Le Décalogue s'est avéré être un pionnier de la télévision de qualité polonaise. Des réalisateurs tels que Milcho Manchevski, Mira Nair, Jean-Pierre et Luc Dardenne et Ramin Bahrani ont cité Le Décalogue parmi leurs films préférés. Piotr Trzaskalski, Filip Bajon et Łukasz Barczyk, entre autres, ont également exprimé leur appréciation de la série (notamment les cinquième et sixième parties). Le Décalogue a également été inclus dans les listes des films en langue étrangère les plus importants de tous les temps par l'American National Society of Film Critics (2002), Time (2005), The Village Voice (2007), Empire (2019), Time Out (2019). En 1995, Le Décalogue est inclus dans une liste de 15 films ayant une valeur morale particulière dans le contexte de la liste vaticane de films importants.
De nombreux réalisateurs polonais ont réagi à l'héritage du Décalogue. En 1992, Rafał Wieczyński réalise une parodie de la série intitulée Naprawdę krótki film o miłości, zabijaniu i jeszcze jednym przykazaniu (litt. Un court-métrage sur l'amour, la mort et un commandement de plus), basée sur un triangle amoureux entre une fille, un facteur amoureux d'elle et un cambrioleur. La comédie Superprodukcja (2003) de Juliusz Machulski contient une parodie de l'homme mystérieux, joué par Artur Barciś comme dans Le Décalogue, apparaissant dans le film de Machulski à chaque fois que le personnage principal doit prendre des décisions triviales. En 2009, Andrzej Mańkowski produit dix courts métrages pour la série Dekalog 89+, cette fois conformément à l'idée originale de Kieslowski, les dix épisodes étant réalisés par dix cinéastes de la nouvelle génération (Leszek Korusiewicz, Tomasz Olejarczyk, Bartosz Paduch, Adrian Panek, Wojciech Jagiełło, Marcin Bortkiewicz, Kristoffer Karlsson Rus, Tomasz Matuszczak, Andrzej Mańkowski et Rafał Samusik). Małgorzata Szumowska dans son film Body (2015) fait ironiquement référence à l'iconographie de certains épisodes du Décalogue (I, IV, V) et se moque en même temps de la division stéréotypée en hommes rationnels et femmes hystériques attribuée aux personnages de Kieślowski et Piesiewicz,.
Michał Oleszczyk a résumé la valeur esthétique et la signification du Décalogue des années plus tard comme suit : « Comme si, malgré le budget extrêmement limité […], la série présentait des prises de vue époustouflantes réalisées par pas moins de neuf directeurs de la photographie […] et une bande sonore infiniment variée et magistrale de Zbigniew Preisner, introduisant un thème différent dans chaque partie, tout en maintenant une délicieuse unité. On ne peut qu'admirer une œuvre d'un tel élan, d'une telle complexité et d'une telle unité de vision, réalisée dans un pays en phase critique de crise économique profonde et d'épuisement social ».

## Sortie en VHS, DVD et 4K
En Pologne, les premières copies légales du Décalogue sur cassettes VHS sont vendues dès 1993, par la maison d'édition de Varsovie APF Zespół Wideo. Dès 2003, Le Décalogue est distribué en DVD par Telewizja Polska et Warner Home Video. En 2015, Le Décalogue fait l'objet d'une reconstruction numérique ; les éventuels dommages sont éliminés du matériel source (rayures, écaillage de l'émulsion, marques de départ, éraflures dans l'image), mais aussi le grain excessif, l'instabilité du cadre ou le scintillement de l'arrière-plan. La reconstruction numérique est réalisée par les employés du département de reconstruction et de numérisation du Centre de documentation et de collections de programmes de la TVP. La reconstruction a été réalisée à partir de négatifs empruntés à la Filmoteka Narodowa, scannés en qualité 4K.

### Citations originales
1. ↑  (pl) « Po Bez końca chcieliśmy radykalnie zerwać ze wszystkim, co ma związek z polityką, i skoncentrować się w scenariuszach na indywidualnych, uwarunkowanych psychologicznie zachowaniach ludzkich. I to nie bez przyczyny. Mieliśmy dość połajanek [...]. Wiedziałem, że po roku od zamordowania księdza Jerzego Popiełuszki nadszedł odpowiedni moment ».
2. ↑  (pl) « W kraju panował chaos i bałagan [...]. Napięcie, poczucie bezsensu i pogarszających się czasów było wyczuwalne. [...] Miałem dojmujące wrażenie, że coraz częściej oglądam ludzi, którzy nie bardzo wiedzą, po co żyją. Pomyślałem więc, że Piesiewicz ma rację, choć to bardzo trudne zadanie. Trzeba nakręcić dekalog ».
3. ↑  (pl) « Niezmiernie rzadko ma się do czynienia z projektem równie ambitnym. Jest to próba uszlachetnienia gatunku najpopularniejszego, jakim jest serial ».
4. ↑  (en) « he told me an anecdote about Wilhelm Mach. It took place at some pre-release screening. The film was over, there was nothing much to talk about. […] He said that he liked the funeral scene a lot, and especially the moment when out of the left side of the frame a man in a black suit appears. […] everyone in the room, including the director, knew that there was no such man in the film. […] Mach died soon after that pre-release ».
5. ↑  (pl) « muszę powiedzieć, że jeżeli myślę o Bogu, to dużo częściej i właściwie bardziej podoba mi się Bóg ze Starego Testamentu [...], Bóg wymagający, okrutny, mściwy. [...] Bóg ze Starego Testamentu zostawia dużo wolności i narzuca wielką odpowiedzialność. Patrzy, jak korzystasz z tej wolności, a potem bezwzględnie nagradza cię lub karze i nie ma już odwołania, nie ma wybaczenia. To jest coś trwałego, absolutnego i nierelatywnego ».
6. ↑  (pl) « Dekalog składa się z absurdalnych sytuacji, sztucznie wymyślonych do tego stopnia, że znajdują się na granicy ponurego (acz bezwiednego) komizmu ».
7. ↑  (pl) « uderzają jakąś sztucznością, są przekombinowane, wymyślone, uwikłane w sytuacje ekstremalne lub nietypowe ».
8. ↑  (pl) « Nikt tak jak Kieślowski nie potrafi pokazać szpetoty polskiego życia. Ursynów, który stale fotografuje, to już nie dzielnica. Te betonowe koszarowce stały się u Kieślowskiego symbolem koszmaru ».
9. ↑  (pl) « tak przerażającego wizerunku polskiego szpitala jeszcze nie widzieliśmy na ekranie, podobnie jak warunków bytowania polskiego lekarza ».
10. ↑  (pl) « W czasie niespełna godziny obserwujemy mistrzowskie - od strony psychologicznej - studium miłości chorej, kalekiej i bezrozumnie zaborczej, a jednak utrzymanej w granicach prawdopodobieństwa. Pokazane jest cierpienie obu kobiet, jak również bezradność mężczyzn i znerwicowanie dziecka ».
11. ↑  « wielkie plany z odcinka drugiego, tworzące oś symboliki dla tego odcinka, a może i dla całego cyklu; sekwencję montażową z tegoż odcinka, w którym, wykorzystując panoramiczny ruch kamery, łączy się bohaterów znajdujących się w różnych miejscach, tworząc autonomiczną, symboliczną czasoprzestrzeń; interesującą, ekspresyjną manierę fotografowania odcinka czwartego, którego niektóre sekwencje są oświetlane nieco z dołu, przy kadrze pogrążonym w mroku, co nadaje twarzom trochę niesamowity charakter, dobrze współgrający z tonem tej historii zatrącającej zarówno o gotycką powieść grozy, jak i psychoanalityczną wiwisekcję ».
12. ↑  (en) « If Socrates and Ingres had been one person, living today and making films, they would have been Krzysztof Kieslowski »[42].
13. ↑  (en) « they have the very rare ability to dramatize their ideas rather than just talking about them »[43].
14. ↑  (en) « The 10 films are not philosophical abstractions but personal stories that involve us immediately; I hardly stirred during some of them. […] There is not a moment when the characters talk about specific commandments or moral issues. Instead, they are absorbed in trying to deal with real-life ethical challenges »[44].
15. ↑  (en) « adults who have barely attained the moral age of twelve »[46].
16. ↑  (en) « stands as a masterwork of modern cinema, essential viewing for anyone who cares about the movies as a serious art form »[47].
17. ↑  (en) « I don't film metaphors… For me a bottle of milk is a bottle of milk ».
18. ↑  (en) « Perhaps above all the films movingly highlight two aspects of human life. First, they highlight the pervasive character of human failure and frailty, the way we can all strive for love, freedom, security, fulfillment, esteem, and yet fail in our best attempts to achieve them. Second, the films highlight the enduring character of human hope—hope in the possibility that our ultimate fate will not be determined by our past failures, hope that we might rediscover love and freedom even in the midst of tragedy and loss »[61].
19. ↑  (pl) « Szumowska efektownie oszpeca swoje bohaterki na podobieństwo postaci z Dekalogu, czyniąc je ostentacyjnie niemodnymi, wychudzonymi i aseksualnymi, a także przypisuje im irracjonalność i rozchwianie psychiczne. Tak przygotowany zestaw cech kobiecych reżyserka waloryzuje w filmie pozytywnie, przezwyciężając wpisaną do niego mizoginię i kpiąc ze stereotypowego podziału na racjonalnych mężczyzn i histeryczne kobiety […]. Tym razem funkcję mistrza ceremonii bądź przewodnika […] będą sprawować zwariowane kobiety, odzierając tę rolę z metafizycznego patosu właściwemu kinu Kieślowskiego ».